# Dar El Hedri
Le Dar El Hedri est une demeure de la médina de Tunis située sur la rue du Trésor.
Selon l'Association de sauvegarde de la médina de Tunis[réf. souhaitée], cette demeure est l'un des rares cas exemplaires d'architecture hafside encore existants au sein de la médina, tant par sa situation (aux abords de la mosquée Zitouna) que par son revêtement en marqueterie de pierre calcaire d'inspiration ziride (niches et consoles).

## Histoire
La demeure date du XVIIe siècle et son patio se caractérise par son revêtement de marqueterie de pierre calcaire.